# Coppa Sabatini 2000
La Coppa Sabatini 2000, quarantottesima edizione della corsa, si svolse il 21 settembre 2000 su un percorso di 197,7 km. La vittoria fu appannaggio del belga Andrei Tchmil, che completò il percorso in 4h48'52", precedendo gli italiani Gianni Faresin e Sergio Barbero.

## Ordine d'arrivo (Top 10)
| Pos. | Corridore          | Squadra          | Tempo    |
| ---- | ------------------ | ---------------- | -------- |
| 1    | Andrei Tchmil      | Lotto-Adecco     | 4h48'52" |
| 2    | Gianni Faresin     | Mapei-Quick Step | a 0'05"  |
| 3    | Sergio Barbero     | Lampre-Daikin    | a 0'08"  |
| 4    | Luca Scinto        | Mapei-Quick Step | a 0'11"  |
| 5    | Ludovic Turpin     | AG2R Prevoyance  | a 0'17"  |
| 6    | Michael Boogerd    | Rabobank         | a 1'04"  |
| 7    | Denis Zanette      | Liquigas-Pata    | a 1'10"  |
| 8    | Dmitrij Konyšev    | Fassa Bortolo    | s.t.     |
| 9    | Gabriele Missaglia | Lampre-Daikin    | s.t.     |
| 10   | Alessandro Guerra  | Saeco            | s.t.     |